# Cyklopamin
Cyklopamin (anglicky cyclopamine, ve smyslu „kyklopamin“) je teratogen vyskytující se v rostlině Veratrum californicum. Způsobuje vrozené vady jako holoprosencefalie a vývoj pouze jednoho oka (kyklopie). Cyklopamin je užitečný při výzkumu role genové rodiny Hedgehog (Hh) při normálním vývinu, je také potenciálním lékem na určité druhy rakoviny.
Cyklopamin byl pojmenován podle jednookých jehňat, která se narodila ovci, která se pásla na divoce rostoucí Veratrum californicum na farmě v Idaho. V roce 1957 začalo Americké ministerstvo zemědělství jedenáctileté vyšetřování, které vedlo k identifikaci cyklopaminu jako příčiny vrozených vad.

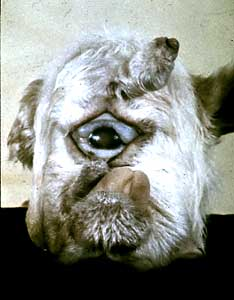
Hlava jehněte, které se narodilo ovci, která snědla listy z Veratrum californicum